# 安多弗 (南达科他州)
安多弗（英語：Andover），是美国南达科他州下属的一座城市。根据2010年美国人口普查，该市有人口92人。论人口在本州排行第238。